# Pénis humano
O pênis (português brasileiro) ou pénis (português europeu) humano é o órgão sexual copulatório masculino que também é o responsável pela micção. As principais partes são: a raiz (radix); o corpo (corpus); e o epitélio do pénis incluindo o corpo cavernoso e o prepúcio cobrindo a glande. O corpo do pénis é constituído de três colunas de tecidos: dois corpos cavernosos, os dorsais e o corpo esponjoso entre os anteriores no lado ventral. A uretra humana masculina passa através da glândula prostática onde une-se com o ducto ejaculatório através do pénis. A uretra atravessa os corpos esponjosos, e a sua abertura, o meato, dependo do tipo de glande. É a saída excretora para a micção e ejaculação de sémen. A maior parte de desenvolvimento do pénis é composto polo mesmo tecido embrionário que o do clítoris nas mulheres; a pele arredor do pénis e da uretra provém do mesmo tecido embrionário do qual são feitos os lábios menores nas mulheres. A ereção é a mudança de estado do pénis, o qual expande-se aumentado de tamanho e ficando teso e duro; isto acontece durante a excitação sexual, porém, também pode ter lugar em situação não-sexuais. A alteração genital mais comum é a circuncisão, a remoção parcial ou total do prepúcio por vários motivos; culturais, religiosos e mais raramente, médicos. Há bastante controvérsia acerca da circuncisão.

## Anatomia

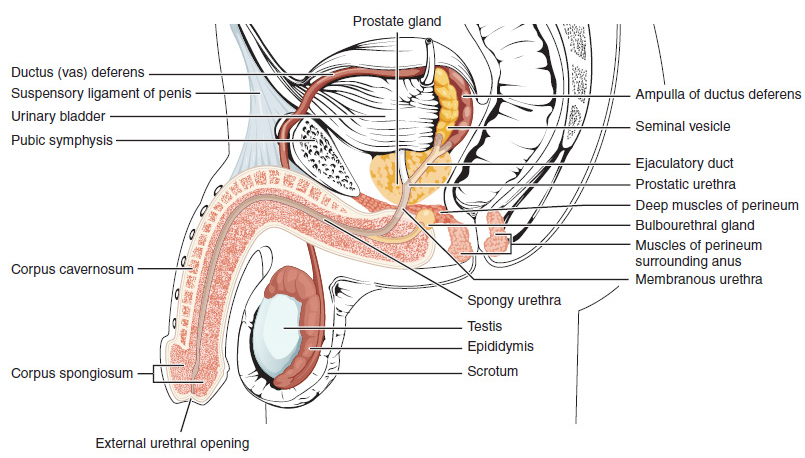
Seção transversal lateral do pénis

### Partes
- Raiz do pénis (radix): É a parte anexada, consistindo no bulbo do pénis no meio e na crus do pénis, um de cada lado do bulbo. Encontra-se dentro da bolsa perineal superficial.
- Corpo do pénis (corpus): Possui duas superfícies: dorsal (posterossuperior no pénis ereto) e ventral ou uretral (voltado para baixo e para trás no pênis flácido). A superfície ventral é marcada por um sulco na direção lateral.
- O epitélio do pénis consiste na pele da haste, no prepúcio e na mucosa prepucial na parte interna do prepúcio e cobrindo a glande. O epitélio não está preso à haste subjacente, por isso é livre para deslizar de um lado para o outro.[10]

### Estrutura

1 Meato
2 Glande
3 Coroa
4 Corpo cavernoso
5 Corpo esponjoso
6 Escroto
7 Crus do pênis
8 Bulbo do pênis
9 Ânus
10 Frênulo prepucial
11 Raiz do pênis.

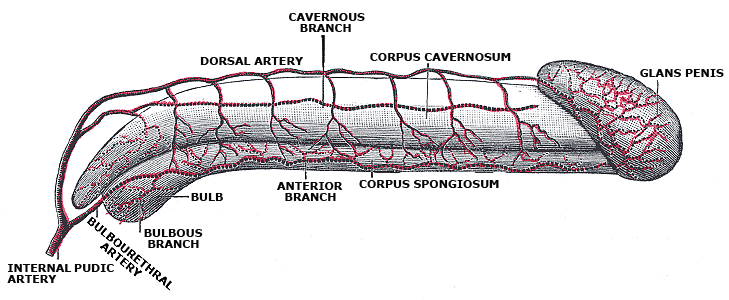
Diagrama anatômico de um pénis humano

O pénis humano é formado por três colunas de tecido: dois corpos cavernosos situam-se lado a lado no lado dorsal e um corpo esponjoso entre eles no lado ventral.
A extremidade alargada e em forma de bulbo do corpo esponjoso forma a glande do pénis com dois tipos específicos de sinusóides, que sustentam o prepúcio, uma prega de pele solta que em adultos pode retrair para expor a glande. A área no lado inferior do pénis, onde o prepúcio é ligado, é chamado o frênulo prepucial. A base arredondada da glande é chamada de coroa. As glândulas Prepuciais, situadas na coroa, secretam substâncias que compõem a secreção esbranquiçada que recobre o pênis, o esmegma. A rafe perineal é a linha perceptível ao longo da parte inferior do pénis.
A uretra, é a última parte do tracto urinário, atravessa o corpo esponjoso, e a sua abertura, conhecida como o meato ureteral, situa-se sobre a ponta da glande do pénis. É uma passagem tanto para a urina quanto para a ejaculação do sêmen. Os espermatozoides são produzidos nos testículos e armazenados no epidídimo anexado. Durante a ejaculação, os espermatozoides são impulsionados pelos canais deferentes, dois ductos que passam por cima e por trás da bexiga. Os fluidos são adicionados pelas vesículas seminais e os vasos deferentes transformam-se nos ductos ejaculatórios, que se unem à uretra dentro da próstata. Tanto a próstata quanto as glândulas bulbouretrais adicionam mais secreções e o sêmen é expelido pelo pénis.
A rafe perineal é a crista visível entre as metades laterais do pénis, encontrada na parte ventral ou inferior do pénis, indo do meato (abertura da uretra) através do escroto até o períneo (área entre o escroto e o ânus).
O pénis humano difere da maioria dos outros mamíferos, pois não possui o báculo (ou osso erétil) e, em vez disso, depende inteiramente do ingurgitamento de sangue para atingir seu estado ereto. Um ligamento distal apoia a glande do pénis e desempenha um papel integral no fibroesqueleto peniano, e a estrutura é chamada de "os analog", um termo cunhado por Geng Long Hsu na Encyclopedia of Reproduction. É um remanescente do báculo que evoluiu provavelmente devido à mudança na prática de acasalamento.

O pénis humano é maior do que a média no reino animal em proporção à massa corporal. O pénis humano alterna de um algodão macio para uma rigidez óssea resultante do fluxo arterial peniano variando entre 2-3 a 60-80 mL /min implica o meio mais ideal para aplicar a lei de Pascal em todo o corpo humano; a estrutura geral é única.

#### Tamanho
As medidas penianas variam, com estudos que se baseiam em auto-medidas relatando um tamanho médio significativamente maior do que aqueles que se baseiam em medidas feitas por profissionais de saúde. A partir de 2015 uma revisão sistemática de 15 521 homens concluiu que a medida média de um pênis ereto humano é 13,12 cm (5,17 polegadas) de comprimento, enquanto a circunferência média de um pénis humano ereto é 11,66 cm (4,59 polegadas).
Entre todos os primatas, o pénis humano é o maior em circunferência, mas é comparável ao pénis de chimpanzé e aos pénis de alguns outros primatas em comprimento. O tamanho do pénis é afetado pela genética, mas também por fatores ambientais, como medicamentos para fertilidade e exposição a produtos químicos/poluição. O pénis humano mais grande documentado oficialmente foi encontrado pelo médico Robert Latou Dickinson. Tinha 34,3 cm (13,5 polegadas) de comprimento e 15,9 cm (6,26 polegadas) de diâmetro.

### Variações normais
- Pápulas penianas peroladas são protuberâncias de cor um pouco mais claras ao redor da base (sulco) da glande, que normalmente se desenvolvem em homens com idade entre 20 e 40 anos. Em 1999, diferentes estudos haviam produzido estimativas de incidência variando de 8 a 48% de todos os homens.[25] Eles podem ser confundidos com verrugas, mas não são prejudiciais ou infecciosos e não requerem tratamento.[26]
- As manchas de Fordyce são manchas brancas amareladas pequenas, elevadas, de 1 a 2 mm de diâmetro que podem aparecer no pénis, as quais também são comuns e não infecciosas.
- As proeminências sebáceas são protuberâncias semelhantes às manchas de Fordyce na haste do pénis, localizadas nas glândulas sebáceas e são normais.
- Fimose é a incapacidade de retrair totalmente o prepúcio. É normal e inofensivo na infância e na pré-adolescência, ocorrendo em cerca de 8% dos meninos aos 10 anos de idade. De acordo com a British Medical Association, o tratamento (creme esteróide tópico e/ou alongamento manual) não precisa ser considerado até os 19 anos.
- Curvatura: poucos pénis são completamente retos, com curvas comumente vistas em todas as direções (para cima, para baixo, esquerda, direita). Às vezes, a curva é muito proeminente, mas raramente inibe a relação sexual. Uma curvatura de até 30 ° é considerada normal e o tratamento médico raramente é considerado, a menos que o ângulo exceda 45 °. Alterações na curvatura de um pénis podem ser causadas pela doença de Peyronie.

## Desenvolvimento

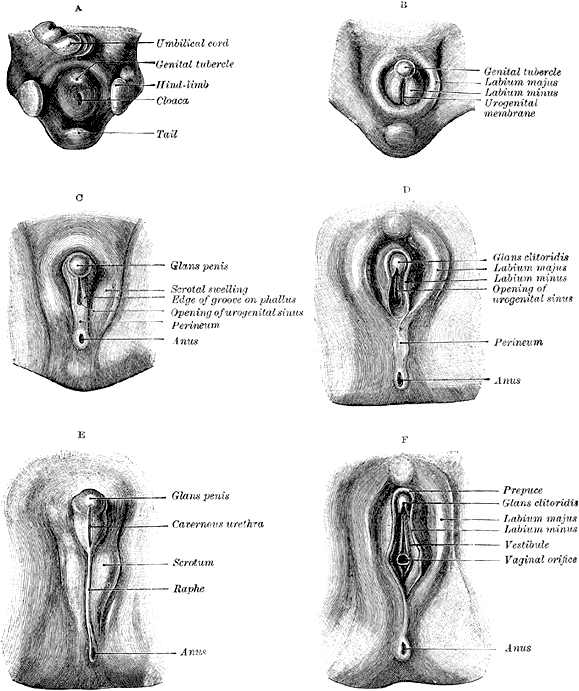
Estágios no desenvolvimento da genitália externa masculina

### Diferenças entre órgãos femininos e masculinos
No feto em desenvolvimento, o tubérculo genital se desenvolve na glande do pénis nos homens e na glande clitoriana nas mulheres; eles são homólogos. A prega urogenital se desenvolve na pele ao redor do corpo do pénis e da uretra nos homens e nos pequenos lábios nas mulheres. Os corpos cavernosos são homólogos ao corpo do clitóris; o corpo esponjoso é homólogo aos bulbos vestibulares abaixo dos pequenos lábios; o escroto, homólogo aos grandes lábios; e o prepúcio, homólogo ao capuz clitoridiano. A rafe não existe no sexo feminino, porque ali as duas metades não estão conectadas.

### Puberdade

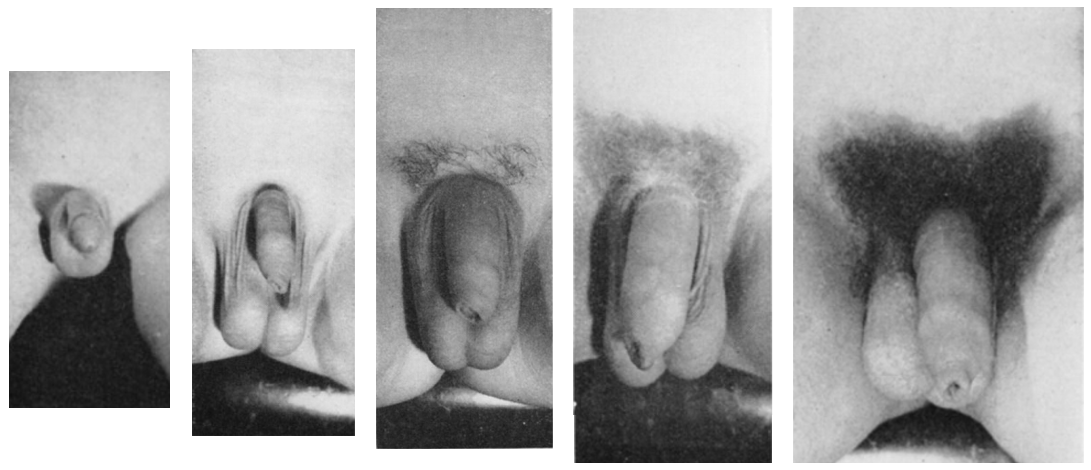
Desenvolvimento de um pénis humano não circuncidado (cinco estágios de Tanner)

Na puberdade, os testículos começam a amadurecer e o pênis aumenta. O pénis cresce, mais ou menos, até aos 18 anos, e o crescimento na largura começa, aproximadamente, aos 11. Durante o processo, os pelos púbicos crescem acima e em torno do pénis. É também no início da puberdade que se dão as primeiras ejaculações, normalmente durante o período em que o rapaz está a dormir (polução noturna).

## Fisiologia

### Micção

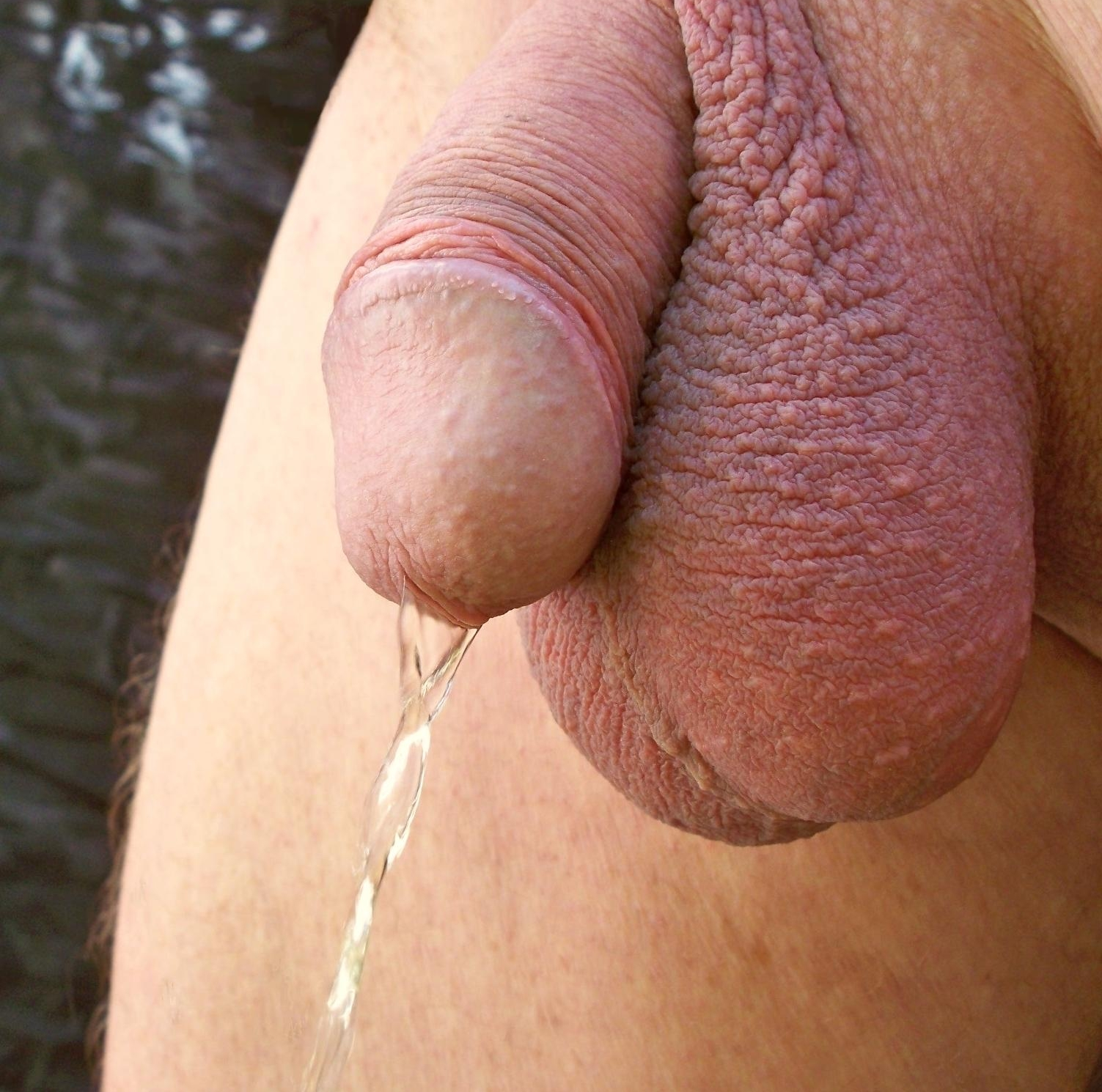
Pénis em função excretora

Nos homens, a expulsão da urina do corpo é feita pelo pénis. A uretra drena a bexiga através da próstata, onde é unida pelo ducto ejaculatório e, em seguida, para o pénis. Na raiz do pénis (a extremidade proximal do corpo esponjoso) está o músculo esfíncter externo . Este é um pequeno esfíncter de tecido muscular estriado e está em homens saudáveis sob controle voluntário. O relaxamento do esfíncter da uretra permite que a urina na parte superior da uretra entre no pénis de maneira adequada e, assim, esvazie a bexiga.
Fisiologicamente, a micção envolve a coordenação entre os sistemas nervoso central, autônomo e somático. Em bebês, alguns idosos e aqueles com lesões neurológicas, a micção pode ocorrer como um reflexo involuntário. Os centros cerebrais que regulam a micção incluem o centro de micção pontina, o cinza periaquedutal e o córtex cerebral. Durante a ereção, esses centros bloqueiam o relaxamento dos músculos do esfíncter, de modo a agir como uma separação fisiológica da função excretora e reprodutiva do pénis, evitando que a urina entre na parte superior da uretra durante a ejaculação.

### Ereção
Ereção é o enrijecimento e elevação do pénis, que ocorre durante a excitação sexual, embora também possa acontecer em situações não sexuais. As ereções espontâneas ocorrem frequentemente durante a adolescência devido à fricção com roupas, bexiga cheia ou intestino grosso, flutuações hormonais, nervosismo e despir-se em uma situação não sexual. Também é normal que ocorram ereções durante o sono e ao acordar. O mecanismo fisiológico primário que provoca a ereção é a dilatação autonôma das artérias que fornecem sangue ao pénis, o que permite que mais sangue encha as três câmaras de tecido erétil esponjoso do pénis, fazendo com que ele se alongue e enrijeça. O tecido erétil, agora ingurgitado, pressiona e contrai as veias que transportam o sangue para fora do pénis. Mais sangue entra do que sai do pénis até que um equilíbrio seja alcançado, onde um volume igual de sangue flui para as artérias dilatadas e para fora das veias contraídas; um tamanho erétil constante é alcançado neste equilíbrio. O escroto geralmente fica tenso durante a ereção.
A ereção facilita a relação sexual, embora não seja essencial para várias outras atividades sexuais.

### Ejaculação

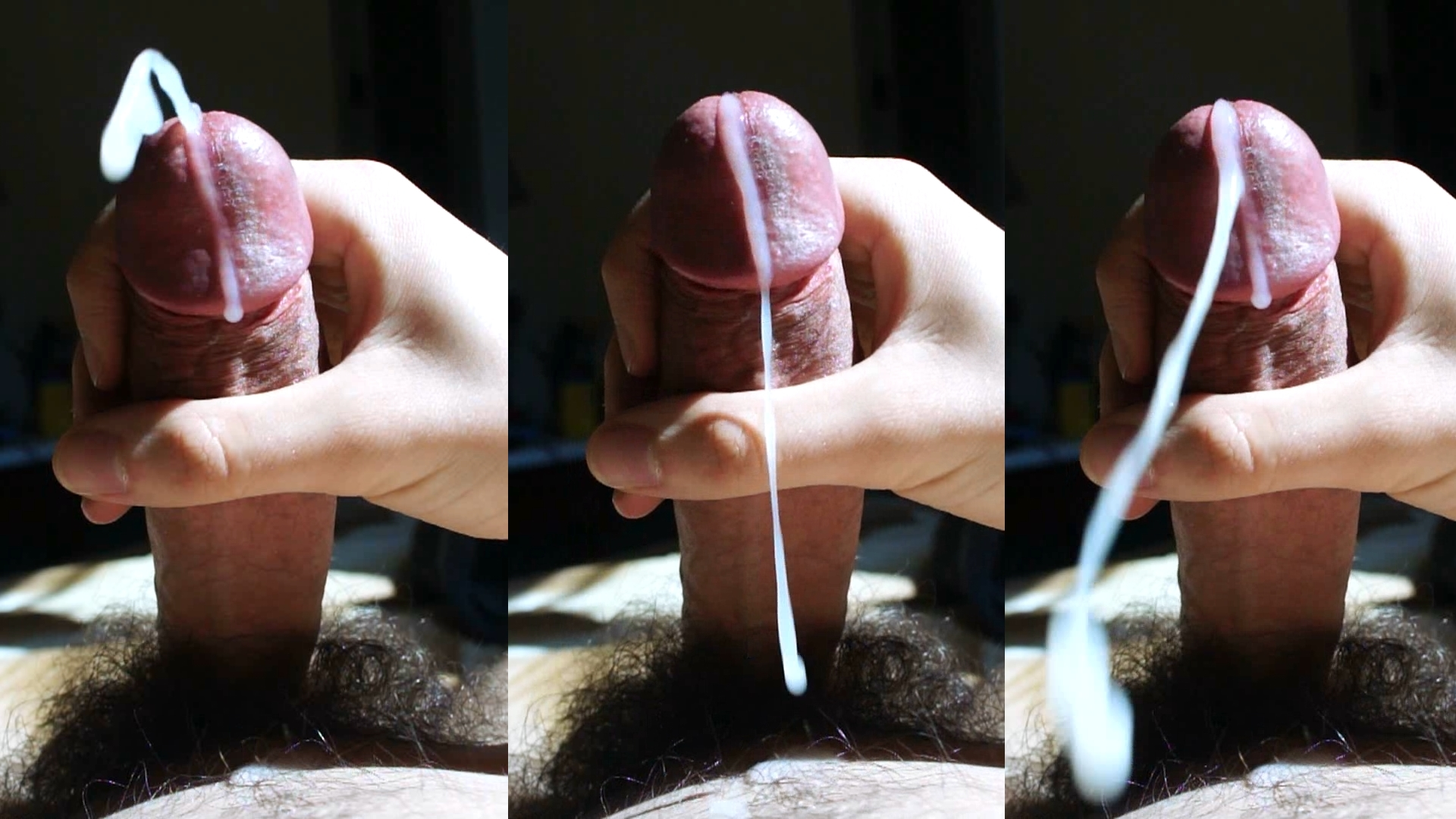
Ejaculação de um pénis humano

A ejaculação é a ejeção do sêmen do pénis e geralmente é acompanhada pelo orgasmo. Uma série de contrações musculares liberam sêmen, contendo gametas masculinos conhecidos como espermatozoides. Geralmente é o resultado de estimulação sexual, raramente, é devido a doenças da próstata. A ejaculação pode ocorrer espontaneamente durante o sono (conhecida como polução noturna ou sonho molhado). Anejaculação é a condição de não conseguir ejacular.
A ejaculação tem duas fases: a emissão e a ejaculação propriamente dita. A fase de emissão do reflexo ejaculatório está sob controle do sistema nervoso simpático, enquanto a fase ejaculatória está sob o controle de um reflexo espinhal no nível dos nervos espinhais S2-4 via nervo pudendo. Um período refratário se segue à ejaculação e a estimulação sexual a precede.

## Aumento peniano
As soluções para o aumento do pénis, divulgadas na mídia, passam por técnicas manuais, bombas de vácuo, esticadores e cirurgia. A maioria dessas soluções, excetuando-se a cirurgia, não é comprovada cientificamente. A cirurgia de aumento peniano também é chamada faloplastia, e envolve, tanto a Cirurgia do Ligamento Suspensor com objetivo de aumento no comprimento do pênis, como a "Injeção de PMMA no corpo Peniano", para engrossamento do órgão. É necessária uma cirurgia de fimose (postectomia), antes de efetuar o procedimento.

## Adaptações evolutivas
O pénis humano tem várias adaptações evolutivas. O objetivo dessas adaptações é maximizar o sucesso reprodutivo e minimizar a competição espermática. A competição espermática ocorre quando o espermatozoide de dois machos reside simultaneamente no trato reprodutivo de uma fêmea e eles competem para fertilizar o óvulo. Se a competição espermática resultar na fertilização do óvulo pelo espermatozoide do macho rival, pode ocorrer a traição. Este é o processo pelo qual os machos involuntariamente investem seus recursos na prole de outro macho e, evolutivamente falando, deve ser evitado.
As adaptações do pénis humano mais pesquisadas são o tamanho dos testículos e do pénis , o ajuste da ejaculação e o deslocamento do sêmen. A evolução fez com que ocorressem adaptações selecionadas sexualmente no tamanho do pénis e testículos para maximizar o sucesso reprodutivo e minimizar a competição espermática, acredita-se que a forma do pénis humano tenha evoluído como resultado da competição.

## Doenças e lesões
- A parafimose é a incapacidade de mover o prepúcio para a frente, sobre a glande. Pode resultar de líquido preso em um prepúcio retraído, talvez após um procedimento médico, ou acúmulo de líquido no prepúcio devido à fricção durante uma atividade sexual vigorosa.
- Na doença de Peyronie, o tecido cicatricial anômalo cresce no tecido mole do pénis, causando curvatura. Os casos graves podem ser melhorados com correção cirúrgica.
- A trombose pode ocorrer durante períodos de atividade sexual frequente e prolongada, especialmente felação. Geralmente é inofensivo e corrige-se automaticamente em algumas semanas.
- A infecção com o vírus do herpes pode ocorrer após o contato sexual com um portador infectado; isso pode levar ao desenvolvimento de feridas de herpes.
- A compressão do nervo pudendal é uma condição caracterizada por dor ao sentar e perda da sensação peniana e do orgasmo. Ocasionalmente, ocorre uma perda total de sensação e orgasmo. O nervo pudendo pode ser danificado por assentos estreitos e rígidos de bicicleta e acidentes. Isso também pode ocorrer no clitóris das mulheres.
- A fratura peniana pode ocorrer se o pénis ereto for dobrado excessivamente. Um som de estalo ou estalo e dor estão normalmente associados a este evento. Assistência médica de emergência deve ser obtida o mais rápido possível. O atendimento médico imediato reduz a probabilidade de curvatura peniana permanente.
- Na diabetes, a neuropatia periférica pode causar formigamento na pele do pénis e, possivelmente, sensação reduzida ou completamente ausente. As sensações reduzidas podem levar a lesões para qualquer um dos parceiros e sua ausência pode tornar impossível ter prazer sexual por meio da estimulação do pénis. Como os problemas são causados por danos permanentes nos nervos, o tratamento preventivo por meio de um bom controle da diabetes é o tratamento primário. Alguma recuperação limitada pode ser possível por meio de um melhor controle da diabetes.
- A disfunção erétil é a incapacidade de desenvolver e manter uma ereção suficientemente firme para um desempenho sexual satisfatório. A diabetes é uma das principais causas, assim como o envelhecimento natural. Existe uma variedade de tratamentos, mais notavelmente incluindo os medicamentos inibidores da fosfodiesterase tipo 5 (como o citrato de sildenafil, comercializado como Viagra), que atuam por vasodilatação.
- O priapismo é uma condição médica dolorosa e potencialmente prejudicial em que o pénis ereto não retorna ao seu estado flácido. O priapismo com duração superior a quatro horas é uma emergência médica. Os mecanismos causais são mal compreendidos, mas envolvem fatores neurológicos e vasculares complexos. As complicações potenciais incluem isquemia, trombose e impotência. Em casos graves, a condição pode resultar em gangrena, o que pode resultar em amputação. No entanto, isso geralmente ocorre apenas se o órgão se romper e sofrer lesões por causa disso. A condição tem sido associada a uma variedade de medicamentos, incluindo prostaglandina. Ao contrário do conhecimento comum, sildenafil (Viagra) não vai causar isso.[38]
- A linfangiosclerose é um vaso linfático endurecido, embora possa parecer uma veia endurecida, quase calcificada ou fibrosa. No entanto, ele tende a não compartilhar a tonalidade azul comum com uma veia. Pode ser sentido como um caroço endurecido ou "veia", mesmo quando o pénis está flácido, e é ainda mais proeminente durante uma ereção. É considerada uma condição física benigna. É bastante comum e pode ocorrer após uma atividade sexual particularmente vigorosa para os homens, e tende a desaparecer se houver repouso e cuidados mais delicados, por exemplo, com o uso de lubrificantes.
- O carcinoma do pénis é raro, com uma taxa relatada de uma pessoa em cem mil nos países desenvolvidos. Algumas fontes afirmam que a circuncisão pode proteger contra essa doença, mas essa noção permanece controversa entre os círculos médicos.[39]

## Transtornos de desenvolvimento e distúrbios
- A hipospádia é um distúrbio do desenvolvimento em que o meato está mal posicionado ao nascimento. A hipospádia também pode ocorrer iatrogenicamente pela pressão descendente de um cateter uretral permanente.[40] Geralmente é corrigido por cirurgia.
- Um micropénis é um pénis muito pequeno causado por problemas de desenvolvimento ou congênitos.
- Difalia, ou duplicação peniana, é a condição de ter dois pénis. No entanto, esse distúrbio é extremamente raro.

### Distúrbios psicológicos alegados e observados
- Pânico do pénis (koro em malaio/indonésio) delusão de encolhimento do pênis e retração no corpo. Isso parece ser culturalmente condicionado e amplamente limitado a Gana, Sudão, China, Japão, Sudeste Asiático e África Ocidental.
- Em abril de 2008, a Polícia de Kinshasa, na República Democrática do Congo, na África Ocidental, prendeu 14 supostas vítimas (de sequestro de pénis) e feiticeiros acusados de usar magia negra ou bruxaria para roubar (fazer desaparecer) ou reduzir o pénis de homens para extorquir dinheiro para a cura uma onda de pânico. As prisões foram feitas em um esforço para evitar o derramamento de sangue visto em Gana uma década antes, quando 12 ladrões de pénis foram espancados até a morte por turbas.[41]
- Inveja do pênis - a contestada crença freudiana que todas as mulheres invejam os homens por terem pénis.

## Sociedade e cultura

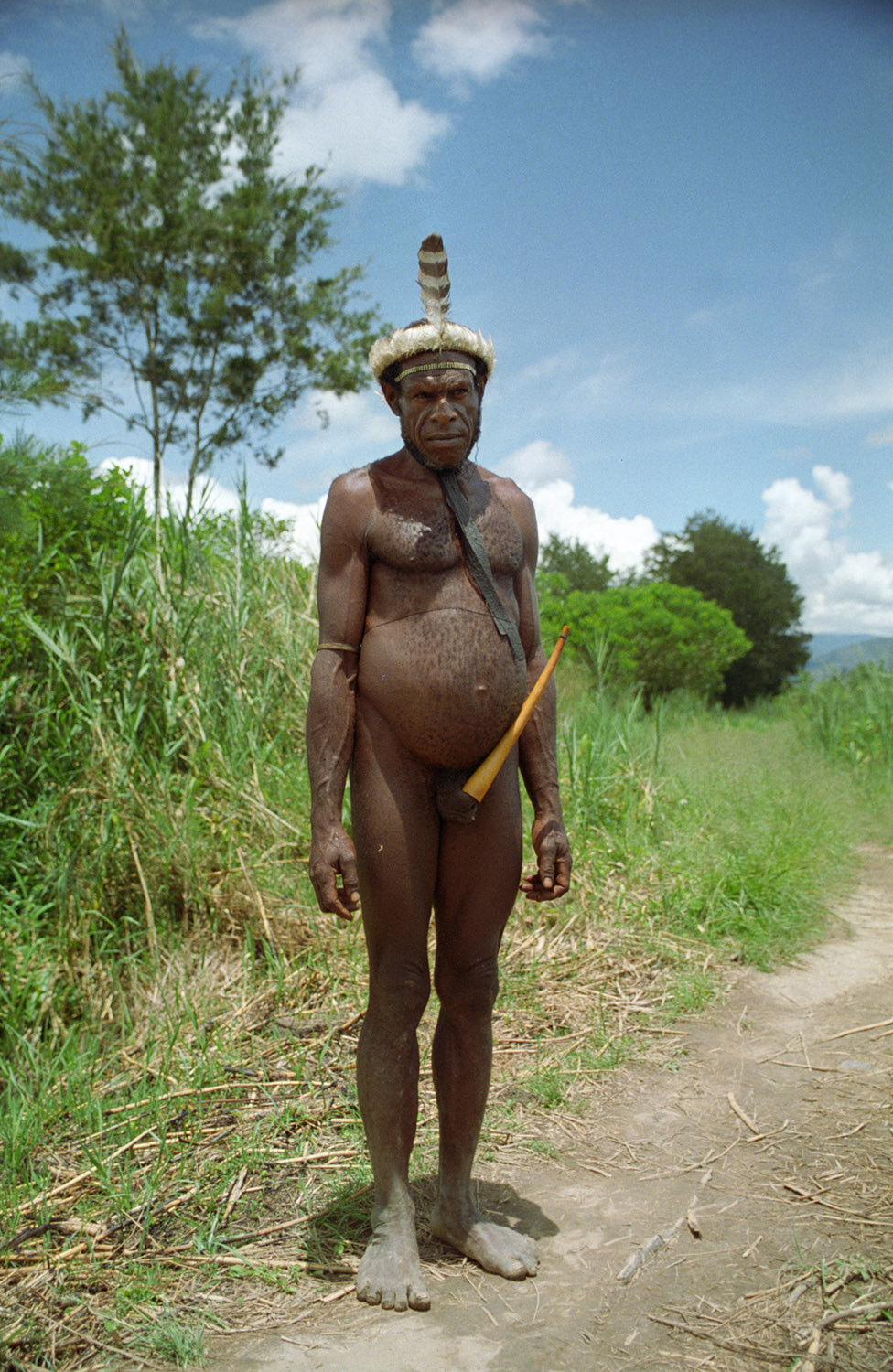
Homem da Papuásia com bainha de pénis tradicional

### Terminologia
Em muitas culturas, referir-se ao pénis é um tabu ou vulgar, e uma variedade de gírias e eufemismos são usados para falar sobre isso, alguns exemplos em português: pau, cacete, pica, peru, vara, rôla, salsicha, pinto, piroca, entre outros.

### Alterações
O pénis às vezes é perfurado ou decorado por outra arte corporal. Além da circuncisão, as alterações genitais são quase universalmente eletivas e geralmente com o propósito de estética ou aumento da sensibilidade.

#### Circuncisão

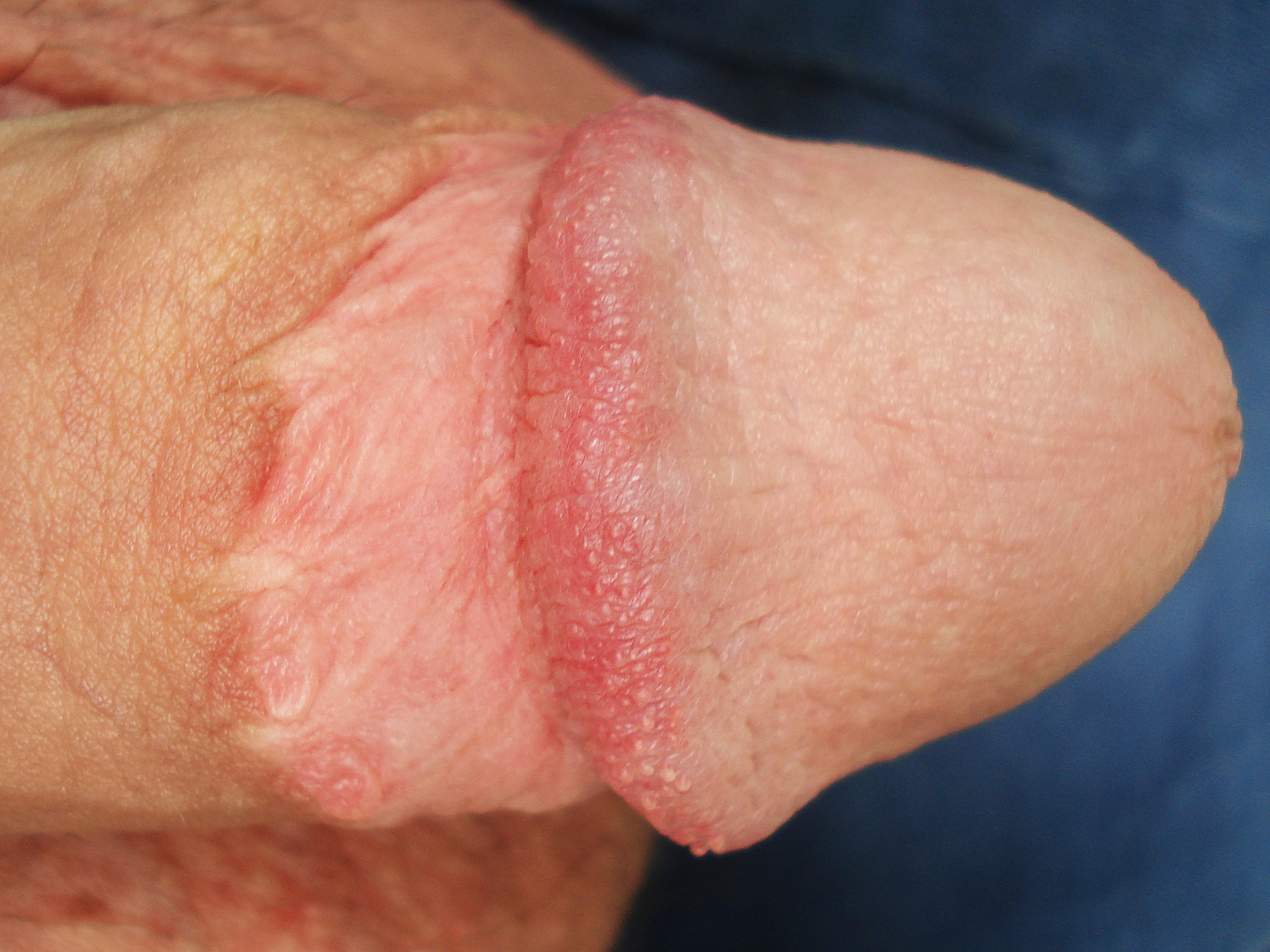
Uma visão dorsal rotulada de um pénis circuncidado: (1) Eixo, (2) Cicatriz da circuncisão, (3) Coroa, (4) Glande, (5) Meatus

A forma mais comum de alteração genital é a circuncisão: remoção de parte ou de todo o prepúcio por vários motivos culturais, religiosos e, mais raramente, médicos.
As circuncisões em adultos geralmente são realizadas sem grampos e requerem quatro a seis semanas de abstinência de masturbação ou relações sexuais após a operação para permitir a cicatrização da ferida.
Em alguns países africanos, a circuncisão masculina é frequentemente realizada por pessoal não médico em condições não estéreis. Após a circuncisão hospitalar, o prepúcio pode ser usado em pesquisas biomédicas, produtos para o cuidado da pele de consumo, enxertos de pele ou medicamentos à base de interferon β. Em partes da África, o prepúcio pode ser mergulhado em conhaque e comido pelo paciente, pelo circuncidador ou dado aos animais. De acordo com a lei judaica, após um Brit milah, o prepúcio deve ser enterrado.
Há controvérsia em torno da circuncisão. Os defensores da circuncisão argumentam, por exemplo, que ela fornece vantagens importantes para a saúde que superam os riscos, não tem efeitos substanciais na função sexual, tem uma baixa taxa de complicações quando realizada por um médico experiente e é melhor realizada durante o período neonatal. Os oponentes da circuncisão argumentam, por exemplo, que a prática foi e ainda é defendida por meio do uso de vários mitos; que interfere com a função sexual normal; que é extremamente doloroso; e que, quando realizado em bebês e crianças, viola os direitos humanos do indivíduo.
A Organização Mundial da Saúde (OMS; 2007), o Programa Conjunto das Nações Unidas sobre HIV / AIDS (UNAIDS; 2007) e os Centros para Controle e Prevenção de Doenças (CDC; 2008) afirmam que as evidências indicam que a circuncisão masculina reduz significativamente o risco de HIV aquisição por homens durante o sexo peniano-vaginal, mas também afirmam que a circuncisão fornece apenas proteção parcial e não deve substituir outras intervenções para prevenir a transmissão do HIV. Além disso, alguns médicos expressaram preocupação com a política e os dados que a suportam.